# I Love Your Smile
"I Love Your Smile" é um single gravado pela cantora de R&B, Shanice e lançado em 1991 como o primeiro single do segundo álbum de Shanice, Inner Child. A canção apresenta o saxofonista Branford Marsalis. Ele conheceu o sucesso em muitos países, incluindo os EUA, onde alcançou #2 na Billboard Hot 100.
Ele foi para o número um na Billboard R&B, onde permaneceu número um durante 4 semanas, em dezembro de 1991.
Até o momento, é seu hit mais conhecido e mais bem sucedida. Talib Kweli Talib Kweli referencia a música em seu single "Hot Thing".
Em 1992, a canção foi executada durante o intervalo do PBA on Vintage Sports pela PTV-4. Foi o Jogo 5 do PBA All-Filipino Conference de 1992 entre Petron Blaze Boosters e San Mig Super Coffee Mixers. Foi destaque os sorrisos no NASA Arena incluindo os fans, celebridades (incluindo Willie Revillame e Ruby Rodriguez), os dançarinos, Samboy Lim e outros.

## Antecedentes e composição
A canção apresenta um solo de saxofone por Branford Marsalis. A versão para rádio e vídeo da canção editada tem uma ponte de rap da versão do álbum. Janet Jackson e René Elizondo, Jr. pode ser ouvidos rindo no final da canção. A faixa foi trabalhada pelo produtor Louis Biancaniello e os vocais foram gravadas pelo produtor Narada Michael Walden.

## Videoclipe
No videoclipe, Shanice está em um estúdio que tem várias fotos tiradas por um fotógrafo. Uma cena mostra-a em uma jaqueta de couro, outro tem a sentada em uma cadeira na frente de um microfone, e outro tem sua dança com vários dançarinos. No meio do vídeo, Shanice caminha pelo parque e o fotógrafo se esconde atrás de uma árvore, enquanto ele toma mais fotos dela. No final, Shanice oferece para tirar uma foto de uma família, e depois tira uma foto do fotógrafo.

## Performance nos gráficos musicais
"I Love Your Smile" atingiu um pico de número dois na Billboard Hot 100, ficando atrás apenas de "I'm Too Sexy" dos Right Said Fred e liderou a Billboard Hot R&B/Hip-Hop Singles & Tracks.
Nos Países Baixos, a canção alcançou o topo do Dutch Top 40.
No Reino Unido, "I Love Your Smile" alcançou o número #2 no UK Singles Chart, ficando atrás do single de Shakespears Sister,  "Stay".
A canção também atingiu o pico dentro do top 10 das paradas na França, Alemanha, Suíça, Suécia, Noruega, Austrália e Áustria.

## Prêmios
Em 1992, a canção foi nomeada para o Grammy Award, na categoria Best Female R&B Vocal Performance.

## Versões
"I Love Your Smile" foi covered pelo neerlandês grupo duo R'n'G em 1998 para um álbum de tributo "Hands on Motown", por Tiffany Evans em 2004 para seu primeiro EP auto-intitulado, po Kaori Kobayashi em 2005 para o seu álbum de estreia "Solar, Kaori's Collection", por Jakob Elvstrøm em 2009 para seu álbum "SaxClub vol.1" e pelo cantor ucraniano Julia Voice em sua canção de 2010 "Vse o lyubvi".

## Listas de Faixas
CD single 1
1. "I Love Your Smile" (radio version) — 3:46
2. "I Love Your Smile" (extended version) — 4:14
3. "I Love Your Smile" (instrumental) — 4:14

CD single 2
1. "I Love Your Smile" (single remix de Driza Bone)
2. "I Love Your Smile" (club mix de Driza Bone)
3. "I Love Your Smile" (dub mix de Driza Bone)
4. "I Love Your Smile" (versão original do single)

7" single
1. "I Love Your Smile" (versão para rádio) — 3:46
2. "I Love Your Smile" (instrumental) — 4:14

7" single - Driza Bone remix
1. "I Love Your Smile" (single remix de Driza Bone) — 3:50
2. "I Love Your Smile" (versão original) — 3:46

## Pessoal
- Todos os vocais e rap por Shanice Wilson
- Teclados e Programação por Louis Biancaniello
- Baterias e Programação por Narada Michael Walden
- Solo de Saxofone por Branford Marsalis